# Gnajs
Gnajs je pogost in splošno razširjen tip kamnine, nastale v visoko kvalitetnih regionalnih metamorfnih procesih že obstoječih formacij, ki so bile prvotno bodisi magmatske ali sedimentne kamnine. Je zrnata skrilava metamorfna kamnina z alkalnimi glinenci, kremenom in sljudo kot bistvenimi minerali. Pogosto je listasta (foliacija – plastnata tekstura metamorfnih kamnin, ki vsebujejo listaste silikate). V foliaciji so značilni izmenično temnejši in svetlejši barvni pasovi, ki se imenujejo "gnajsovi pasovi".

## Etimologija
Beseda gnajs prihaja iz srednjevisokonemškega glagola gneist ('iskrica', tako imenovan, ker se skala sveti). V angleščini se beseda pojavlja vsaj od leta 1757. 

## Sestava
Gnajsove kamnine so običajno srednje do grobo listaste; so v veliki meri rekristalizirane, vendar ne vsebujejo velike količine sljude, klorita ali drugih mineralov. Gnajsi, ki so se preobrazili iz magmatskih kamnin ali njihovega ekvivalenta, se imenujejo granitni gnajsi, dioritni gnajsi itd. Gnajsove kamnine se lahko poimenujejo po značilnih komponentah, kot so granatni gnajs, biotitov gnajs, albitni gnajs itd. Ortognajs označuje gnajs, izpeljan iz magmatskih kamnin, paragnajs je iz sedimentnih kamnin.

### Gnajsovi pasovi
Gnajs se pojavlja v črtastih pasovih, ki se imenujejo gnajsovi pasovi.  Razvili so se pod visokimi temperaturnimi in tlačnimi pogoji.
Minerali so razporejeni v plasteh, ki se pojavljajo kot pasovi v prerezu. Temnejši pasovi imajo relativno bolj mafične minerale (tiste, ki vsebujejo več magnezija in železa). Svetlejši trakovi vsebujejo relativno večjo felzičnost (silikatne minerale, ki vsebujejo več lažjih elementov, kot so silicij, kisik, aluminij, natrij in kalij).
Pogost vzrok pasov je izpostavljanje protolita (prvotni material, ki je bil podvržen metamorfizmu) skrajni strižni sili, drsni sili podobni potiskanju proti vrhu v eno smer in dna v drugo smer. Te sile raztegnejo skalo podobno plastiki in osnovni material se razprostre v listih.
Nekateri pasovi se tvorijo iz prvotnega kamnitega materiala (protolita), na katerem je skrajna temperatura in tlak, ki je sestavljen iz izmeničnih plasti peščenjaka (svetlo) in skrilavca (temnejše), ki se je preoblikoval v pasove kremena in sljude. 
Drug vzrok za pasove je metamorfna diferenciacija, ki ločuje različne materiale v različne plasti s pomočjo kemijskih reakcij, proces ni v celoti razumljen.
Nimajo pa vsi gnajsi zaznavne pasove. V kianitovem gnajsu se kristali kianita pojavijo kot naključne kepe.

## Tipi
Poznamo:
- amfibolítov gnájs
- amfibólov gnájs - gnajs z amfibolom kot značilnim mineralom
- biotítov gnájs - gnajs z biotitom kot značilnim mineralom
- cordieritov gnájs - tudi kordierítov gnájs - gnajs s cordieritom kot značilnim mineralom
- grafítov gnájs - gnajs z grafitom kot značilnim mineralom
- konglomerátni gnájs - gnajsov konglomerat
- kordierítov gnájs - cordieritov gnájs
- muskovítov gnájs - gnajs, v katerem je muskovit poleg kremena in glinencev bistveni mineral
- očésni gnájs - je redkejši gnajs, ki je posledica metamorfizma granita, s plastmi kremena, biotita in magnetita, gnajs z večjimi očesi glinencev, kremena ali obeh mineralov
- ortítov gnájs - gnajs z ortitom kot značilnim mineralom
- pelítni gnájs - drobnozrnati gnajs
- pèškasti gnájs - podoben očesnemu gnajsu
- plástnati gnájs - gnajs, pri katerem so minerali izrazito ločeni po plasteh
- porfírski gnájs - gnajs s porfiroblasti
- prótasti gnájs - gnajs s protasto teksturo
- psamítni gnájs - paragnajs, nastal iz peščenjaka

Večina Zunanjih Hebridov Škotske ima temelj iz Lewisianskega gnajsa. Tudi škotsko celino zahodno od Moine Thrust in na otokih Coll in Tiree tvorijo bazni depoziti.  Te kamnine so v glavnem magmatskega izvora, mešanica s preobraženim marmorjem, kremenom in skrilavcem s kasnejšimi vdori bazaltnih plasti in granitne magme.
Gnajsi arhaične in proterozoične starosti predstavljajo Baltiški ščit.